# Spartakus (Ballett)

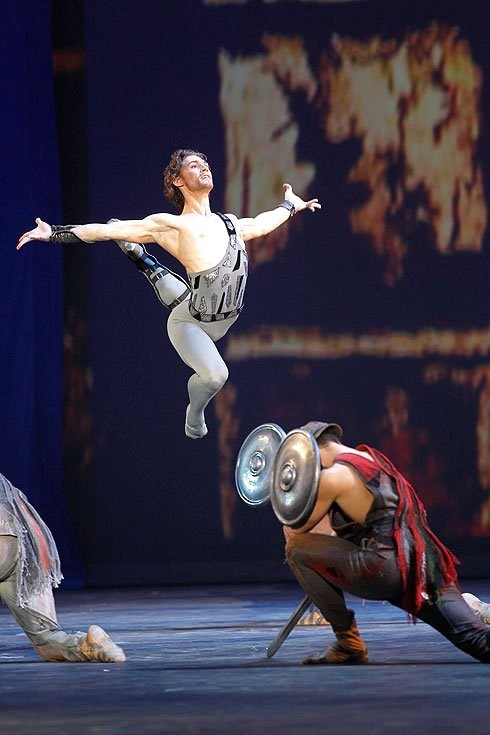
Iwan Wassiljew in einer Spartakus-Aufführung des Bolschoi-Theaters am 28. Oktober 2011

Spartakus (Szenen aus dem römischen Leben) ist ein abendfüllendes Ballett des sowjetisch-armenischen Komponisten Aram Chatschaturjan.

## Werk und Rezeption
Das Ballett bestand ursprünglich aus vier Akten und neun Bildern. Das Libretto stammt von Nikolai Wolkow. Uraufgeführt wurde Spartakus am 27. Dezember 1956 vom Ballett des Kirow-Theaters in Leningrad, am heutigen Mariinski-Theater, in der Choreographie von Leonid Jakobson. Für das Bolschoi-Theater in Moskau wurde 1968 von Juri Grigorowitsch eine Fassung in drei Akten choreographiert. Diese Version setzte sich allgemein durch.
Das Ballett lehnt sich an das Leben des thrakischen Gladiatoren Spartakus an, dessen Sklavenaufstand 71 v. Chr. im Süden der Italienischen Halbinsel niedergeschlagen worden war und der zusammen mit ca. 6000 weiteren aufständischen Sklaven durch Kreuzigung hingerichtet wurde. Verwoben mit den politischen Ereignissen wird die Liebesgeschichte zwischen Spartakus und seiner Ehefrau Phrygia. Als weitere historische Person erscheint als Spartakus' Gegenpart der römische Feldherr Crassus. Er und seine Geliebte Aegina bilden das Gegenstück zu Spartakus und Phrygia.
Spartakus gilt als eines der erfolgreichsten sowjetischen Ballette. Schostakowitsch stellte Chatschaturjans Musik zu Spartakus noch über die seines anderen Erfolgsballettes Gayaneh: „Das Wertvollste in diesem Ballett ist die gewaltige Ausdrucksstärke der Musik, ihre Überzeugungskraft und Bewegtheit.“ (Übersetzt von Eberhard Rebling). Besonders populär wurde die Musik des Pas de deux von Spartacus und Phrygia (Adagio) aus dem dritten Akt. Die BBC verwendete sie als Titelmusik für die Fernsehserie Die Onedin-Linie.

## Handlungsverlauf (Bolschoi-Fassung von 1968)

### Erster Akt
1. Einleitung
2. Marsch der Gladiatoren
3. Ägyptische Tänzerin
4. Tanz der Phrygia; Trennung
5. Tanz der griechischen Sklaven
6. Szene und Tanz mit den Crotales
7. Etruskischer Tanz
8. Variation der Aegina und Bacchanal
9. Kampf der Androbaten
10. Tod des Gladiators
11. Aufstand der Sklaven
12. Phrygias Jubel

### Zweiter Akt
1. Via Appia
2. Tanz des Hirten und der Hirtin
3. Variation der Sklaven
4. Tanz auf den Schilden
5. Ankunft des Spartakus und sein Bericht
6. Abschied von Spartakus und Phrygia
7. Einleitung und Nymphentanz
8. Aeginas Tanz
9. Pas de deux: Aegina und Crassus
10. Adagio
11. Crassus’ Tanz
12. Tanz der gadinitischen Mädchen und Spartakus’ Sieg
13. Kampf des Spartakus gegen Crassus

### Dritter Akt
1. Szene Crassus und Aegina
2. Zirkus
3. Pas de deux: Spartakus und Phrygia (Adagio)
4. Szene
5. Auftritt des Spartakus
6. Auftritt der Kaufleute
7. Aeginas Tanz
8. Gemeinsamer Tanz
9. Streit und Verrat des Harmodius
10. Finaler Kampf
11. Lauf des Spartakus
12. Spartakus' Tod und Requiem

## Aufnahmen
- Spartacus. RIAS-Kammerchor, Deutsches Symphonie-Orchester Berlin unter Michail Jurowski. 2 CD